# Chicago Transit Authority
 (engl. Chicago Transit Authority) je vlasnik gradskog prevoza u Čikagu.

## Istorija
Javni prevoz do Drugog svetskog rata u Čikagu je bio u privatnom vlasništvu. Za vreme rata je doneta odluka da ovaj prevoz bude u javnom vlastništvom. Oktobra 1947. godine osnovana je CTA. Kompanija je ubrzo kupila metro sistem koji je bio pod vlastništvom Chicago Rapid Transit Company. Tramvajski sistem u gradu je kupljen od Chicago Surface Lines. Kompletna vlast nad gradskim prevozom je realizovana 1952. sa otkupljivanjem kompanije koja je posedovala autobuse, Chicago Motor Coach Company.

## Čikaški metro
Metro sistemom u Čikagu upravlja CTA.